# Sphoeroides pachygaster
Sphoeroides pachygaster là một loài cá thuộc họ Tetraodontidae. Nó là loài đặc hữu của Đài Loan.

## Hình ảnh

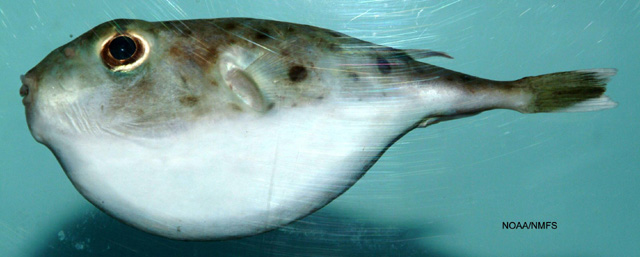
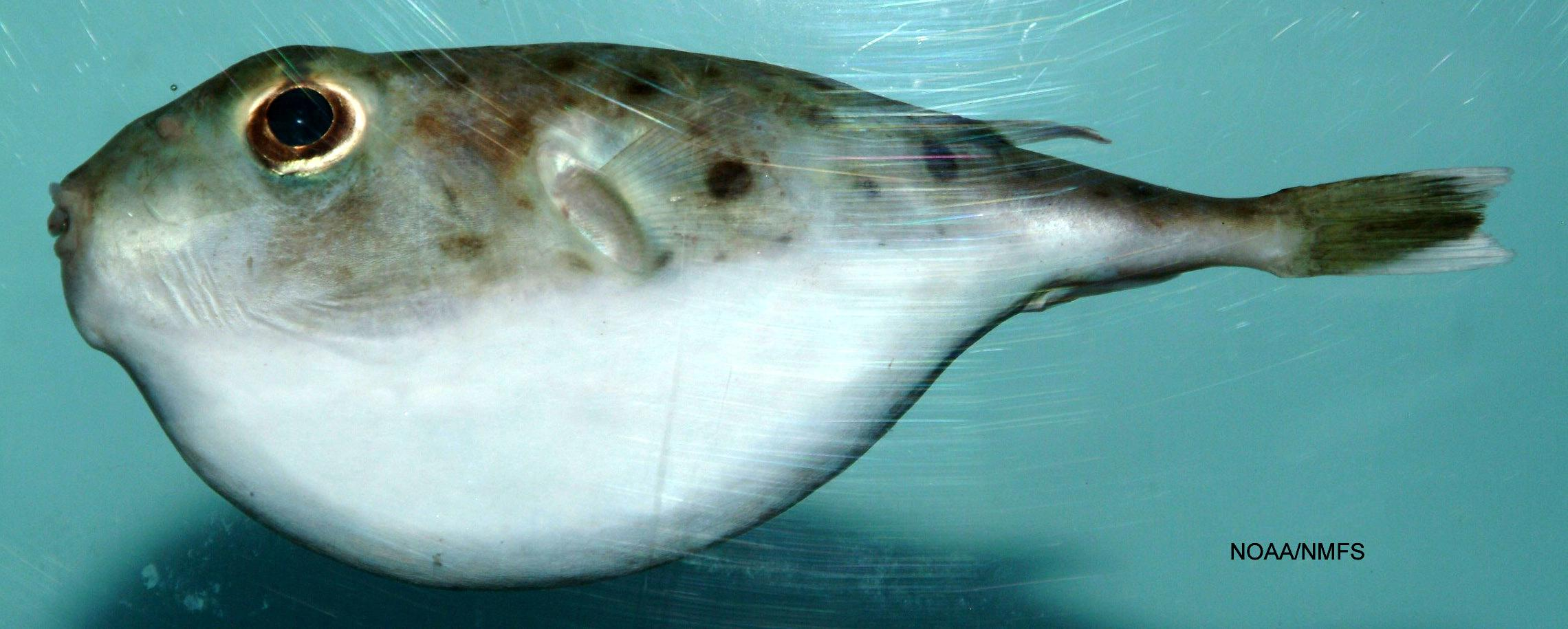